# Gunther von Hagens
Gunther von Hagens, właśc. Gunther Gerhard Liebchen (ur. 10 stycznia 1945 w Skalmierzycach) – niemiecki lekarz, patomorfolog i anatom, wynalazca plastynacji.

## Życiorys
Urodził się w Skalmierzycach w rodzinie właściciela miejscowego tartaku Gerharda Liebchen (1916–2022) i jego żony Gertrud (1908–1983). Po zakończeniu wojny, wraz z rodziną opuścił teren Polski i zamieszkał w Niemieckiej Republice Demokratycznej. 
Studia medyczne rozpoczął w 1965 roku na Uniwersytecie w Jenie. W 1968 roku został aresztowany przez komunistyczne władze NRD za udział w protestach przeciw radzieckiemu atakowi na Czechosłowację oraz próbę ucieczki z terenu Wschodnich Niemiec. Przebywał w więzieniu w Chociebużu do 1970 roku, gdy został wykupiony z grupą więźniów politycznych przez władze Republiki Federalnej Niemiec. Wznowił studia medyczne w Lubece, które ukończył w 1973 roku. Doktoryzował się z anestezjologii i medycyny ratunkowej na Uniwersytecie w Heidelbergu. Podjął pracę w Instytucie Anatomii i Patologii. W roku 1977 opracował nowatorską metodę preparowania ludzkich zwłok nazwaną plastynacją.
W 1980 roku stworzył firmę Biodur Products, która zaczęła stosować plastynację na skalę przemysłową do produkcji medycznych pomocy naukowych. W 1993 roku powołał własny Instytut Plastynacji w Heidelbergu. W 1995 roku został powołany do grona wykładowców na Uniwersytecie Medycznym Dalian w Chinach, a w 1999 roku objął kierowanie Instytutem Plastynacji Państwowego Uniwersytetu Medycznego w Biszkeku, w Kirgistanie, gdzie uruchomiono największą produkcję plastynatów na świecie.
W 2005 roku von Hagens podjął próbę wykupienia w miejscowości Sieniawa Żarska w woj. lubuskim nieczynnych obiektów przemysłowych, aby na ich terenie otworzyć kolejny oddział Instytutu Plastynacji z 300 miejscami pracy, w celu składowania plastynatów na potrzeby wystawowe. Na skutek protestów motywowanych względami religijnymi projekt został odrzucony przez polskie władze. W 2006 roku budowę oddziału zatwierdzono do realizacji w niemieckim mieście Guben, oddalonym ok. 60 km od Sieniawy Żarskiej.
17 listopada 2006 von Hagens otworzył stałą wystawę swoich eksponatów – Plastinarium w Guben. Od 2010 roku na czele Instytutu Plastynacji stoi syn Hagensa - Rurik.
8 grudnia 2021 miasto Greiz nadało Güntherowi von Hagensowi tytuł honorowego obywatela.

## Życie prywatne
Od 2008 roku choruje na chorobę Parkinsona.
Dwukrotnie żonaty. Jego pierwszą żoną była Cornelia von Hagens, której nazwisko przyjął po ślubie. Ma troje dzieci. Od 2009 roku jest w drugim związku małżeńskim z lekarką Angeliną Whalley, która obecnie projektuje i zarządza cyklem wystaw Body Worlds.

## Działalność pozamedyczna
Von Hagens zainicjował cykl wystaw pod nazwą Body Worlds (pol. Cielesne światy), na której całe zwłoki ludzi i zwierząt oraz ich fragmenty, poddane plastynacji, wykorzystywane były jako eksponaty. Wystawy z cyklu Body Worlds są prezentowane na całym świecie, wzbudzając równocześnie wielkie zainteresowanie oraz aktywne sprzeciwy.
Von Hagens twierdzi, że pokazywane na wystawach zwłoki po plastynacji pozyskuje drogą darowizn ciał, dokonywanych przez samych dawców jeszcze za ich życia. Przeciwnicy wystawienniczej działalności von Hagensa wysuwali oskarżenia, że część zwłok von Hagens kupił od władz chińskich po wykonaniu wyroków śmierci, głównie na młodych skazańcach.

## Publikacje
- Gunther von Hagens, K. Tiedemann, W. Kriz: „The Current Potential of Plastination” – tam: Heidelberger Plastinationshefter, Anatomisches Institut der Universität Heidelberg, Heidelberg 1985.
- Gunther von Hagens, A. Whalley, R. Maschke, W. Kriz: Schnittanatomie des menschlichen Gehirns, Steinkopff Verlag, Darmstadt 1990. ISBN 978-3-7985-0780-7.
- Gunther von Hagens, L.J. Romrell, M.H. Ross, K. Tiedemann: The Visible Human Body, Verlag Lea & Febiger, Philadelphia, Londyn 1991. ISBN 978-0-8121-1269-6.
- Kai Budde, Gunther von Hagens, i inni: Körperwelten. Einblicke in den menschlichen Korper – Katalog wystawowy 1997. Wydawca: Muzeum Techniki i Pracy w Mannheim oraz Instytut Plastynacji, Heidelberg.
- Körperwelten – Die Faszination des Echten, Katalog Wystawowy, 1999.